# Sandhorster Mühle
De Sandhorster Mühle is een windmolen in de tot de Nedersaksische gemeente Aurich behorende plaats Sandhorst.
Het is een achtkante, rietgedekte, stellingmolen (in het Duits: Stiftsmühle)die in 1905-1906 gebouwd werd en in bedrijf was tot 1968.
In 1972 werden, tijdens een hevige storm, de kap en de wieken vernield. Van 1988-1991 werd de molen gerestaureerd.